# Bolivár
A Bolivár dél-amerikai eredetű férfinév, Simón Bolívar családnevéből származik.

## Gyakorisága
Az 1990-es években szórványos név, a 2000-es években nem szerepel a 100 leggyakoribb férfinév között.

## Névnapok
- február 18.[2]